# Ples (gmina Bistrica ob Sotli)
Ples – wieś w Słowenii, w gminie Bistrica ob Sotli. W 2018 roku liczyła 75 mieszkańców.